# Джінджер Шанкар
Джінджер Шанкар (англ. Gingger Shankar) — індійсько-американська співачка, композиторка та мультиінструменталістка. Вона зняла кілька фільмів, серед яких є, зокрема, «Обставина» (ориг. «Circumstance», 2011 р.).

## Раннє життя
Шанкар народилася в Лос-Анджелесі, Каліфорнія, виросла наполовину там і в Індії. Вона є старшою донькою скрипаля Лакшмінараяни Субраманіама. Її мати Віджі Субраманіам була класичною співачкою так само, як і її бабуся Лакшмі Шанкар (зведена сестра відомого ситариста Раві Шанкара). У дитинстві Джінджер Шанкар навчилася співати, танцювати та грати на скрипці й фортепіано, також відвідувала школу творчих мистецтв Калакшетра в Ченнаї, Таміл Наду. Пізніше вона опанувала тонкощі оперного вокалу у професійного оперного співака Танту Кардинала в Шерман-Окс, Каліфорнія. Вона також була моделлю та виступала у сценічних постановках. Професійно почала виступати на сцені з 14 років.

## Інструменти
Шанкар грає на скрипці, альті, віолончелі та фортепіано. Вона є єдина жінка в світі, яка грає на подвійній скрипці. Цей десятиструнний стереофонічний інструмент охоплює звукові межі всієї струнно-смичкової групи симфонічного оркестру, включаючи контрабас, віолончель, альт та скрипку.

## Кар'єра

### Фільми
У 2004 році вона відтворила партитуру композитора Джона Дебні до стрічки Страсті Христові.
Шанкар брала участь в Індійському кінофестивалі у Лос-Анджелесі.
У 2007 році вона обрана одним із шести композиторів фільмі, що були брали участь в "Лабораторії композиторів" Інституту Санденса.
Її також зараховують як виконавицю партитури кінострічки «Війна Чарлі Вілсона» 2007 року (разом із композитором Джеймсом Ньютоном Говардом).
Шанкар зробила свій внесок у фільмі 2008 року «Заборонене царство».
У 2011 році вона створила музику до фільму «Обставина», який здобув Нагороду глядацьких симпатій Sundance.
2012 року дебютувала своїм мультимедійним проєктом Himalaya Song на кінофестивалі «Санденс». Це був проєкт про зміну клімату в Гімалаях із застосуванням фільмів, оповідань та музики, створених Джінджерою Шанкар разом із Мріду Чандрою та Дейвом Лянгом із проєкту реставрації в Шанхаї. Журналом Rolling Stone проєкт Himalaya Song був обраний одним із 10 найкращих музичних фільмів Sundance.
У травні 2013 року відбулася прем'єра на Каннському кінофестивалі фільму-трилеру «Monsoon Shootout» режисера Аміта Кумара (Шанкар — авторка партитури до фільму).
У 2014 році у США була прем'єра фільму «Брамін Буллз» режисера Махеша Пейлора (Шанкар — авторка музики цього фільму). У головних ролях Сендхіл Рамамурті, Рошан Сет та Мері Стінберґен. Фільм виграв нагороди різних кінофестивалів.
У 2015 році вона написала музику до проєкту віртуальної реальности "Project Syria", створеного Нонні Де Ля Пенья. Прем'єра відбулася на кінофестивалі "Санданс".

### Музикант
Шанкар виступала на численних фестивалях та музичних майданчиках поряд із такими гуртами та діячами мистецтва, як "Smashing Pumpkins", "Тоні Левін", "Стів Вай", "Стів Лукатер", " Суссан Дейхім".
У 2007 році вона зіграла в одному із треків альбому "Niggy Tardust" Сола Вільямса 2007 року, продюсером якого був Трент Резнор.
У липні 2008 року Шанкар брала участь у двох концертах присвячених 40 річниці альбому Бітлз «Sgt. Pepper's Lonely Hearts Club Band», що проходили в амфітеатрі Лос-Анжелеса Голлівуд Бовл.
16 липня 2012 року вона з'явилася у музичному видиворолику «Love All Humans» разом із гітаристом Ентоні Ґалло, актрисою Кейт Келтон, моделлю Тарою Бре та іншими.
28 вересня 2014 року вона разом із американським рок-гуртом «Flaming Lips [англ.]» виступала на присвяченому Джорджу Гаррісону «Джордж Фесті» в Лос-Анджелесі. Серед інших митців там були присутні «Дивний Ел» Янковик, Брендон Флаверс, Нора Джонс, Дані Гаррісон, Браян Вілсон та інші.
У 2014 році вона випустила музичну відео-обкладинку до пісні Sunday Bloody Sunday ірландського рок-гурту U2 зрежисовану Ніколасом Брукманом через журнал Paste.

## Дискографія

### Оригінал
- 2019: Article 15

### Кінострічки
- 2008: Заборонене царство
- 2011: Обставина
- 2011: Повернення додому
- 2011: Бедуїни
- 2012: 419
- 2012: Пісня Гімалаї — співпраця з реставраційним проєктом у Шанхаї
- 2013: Доза реальности
- 2013: Зникла труна (National Geographic)
- 2013: Мусонська перестрілка
- 2014: Дівчина, Документальний фільм
- 2014: Брамін Буллс
- 2014: Вода та сила
- 2014: Документальний фільм «Катіябааз»
- 2014: Вчитель у коробці (фільм) — ITVS
- 2016: AWOL
- 2016: Шість історій кохання з Лос-Анжелесу

### Музичні альбоми
- 2003: Enlightenment (Просвітництво) — Л. Шанкар, Закір Гуссейн, Вікку Вінаякрам
- 2008: The Inevitable Rise and Liberation of NiggyTardust! (Неминучий зліт та падіння Ніґґі Тардуста! — Сол Вільямс
- 2010 рік: Anywhere But Here (Де завгодно, але тут) — Solo EP

## Зовнішні посилання
- Офіційний вебсайт [Архівовано 27 грудня 2019 у Wayback Machine.]